# Любош
Любош (пол. Lubosz) — село в Польщі, у гміні Квільч Мендзиходського повіту Великопольського воєводства.
Населення — 804 особи (2011).
У 1975-1998 роках село належало до Познанського воєводства.

## Демографія
Демографічна структура станом на 31 березня 2011 року:
|          | Загалом | Допрацездатний вік | Працездатний вік | Постпрацездатний вік |
| -------- | ------- | ------------------ | ---------------- | -------------------- |
| Чоловіки | 392     | 83                 | 281              | 28                   |
| Жінки    | 412     | 87                 | 240              | 85                   |
| Разом    | 804     | 170                | 521              | 113                  |